# Emil Ábrányi (Komponist)

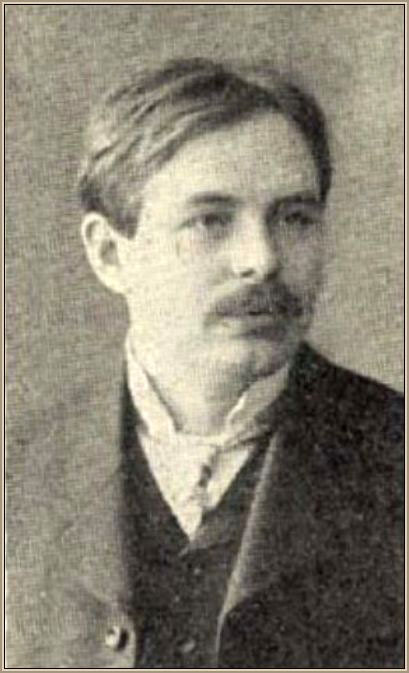
Emil Ábrányi (1911)

Emil Ábrányi (* 22. September 1882 in Budapest; † 11. Februar 1970 in Budapest) war ein ungarischer Komponist und Dirigent.

## Familie
Emil Ábrányis Eltern waren der Dichter Emil Ábrányi und die Sopranistin Margit Wein (* 15. Dezember 1861; † 28. November 1948). Sein Großvater war Kornél Ábrányi. 1906 heiratete Emil die Sängerin Róza Várnay. Sie hatten zwei Söhne, Emil Ábrányi (1907–1944) und Aurél Ábrányi (* 1914), einen Rechtsanwalt, und eine Tochter, Margit Ábrányi.

## Leben
Emil Ábrányi studierte von 1895 bis 1901 an der Musikakademie in Budapest bei Hans Koessler und István Thomán Komposition, sowie Orgel und Klavier. 1901 bis 1903 studierte er in Leipzig bei Artur Nikisch Dirigieren. Nach Abschluss des Studiums war er ab 1904 an der Kölner Oper und ab 1907 am Opernhaus in Hannover Dirigent.  Spätestens 1911 stand er an der Ungarischen Staatsoper unter Vertrag und war 1919 vorübergehend ihr Direktor. Von 1921 bis 1924 war er Direktor des Városi Színház [Stadttheater], dem heutigen Erkel Színház. [Erkel-Theater]. Von 1922 bis 1926 lehrte er an der Musikakademie Dirigieren. Ab 1926 bis 1934 war Direktor des MAV Sinfonieorchesters in Debrecen, von 1942 bis 1948 war er Dirigent am Stadttheater in Szeged.

## Werke (Auswahl)

### Opern
- A ködkirály [Nebelkönig/König des Nebels]; fantastische Oper in einem Akt;Libretto: Árpád Pásztor; Uraufführung: 2. März 1907 in der Ungarischen Staatsoper am 17. Mai 1903
- Monna Vanna; Oper in 3 Akten; Libretto: Emil Ábrányi, Vater; nach dem Schauspiel Monna Vanna von Maurice Maeterlinck; Uraufführung: 2. März 1907 in der Ungarischen Staatsoper[4][5]
- Paolo és Francesca; Oper in 3 Akten; Libretto: Emil Ábrányi, Vater; nach Dante Alighieri; Sujet: Francesca da Rimini aus der Göttlichen Komödie; Uraufführung: 13.  Januar 1912  in der Ungarischen Staatsoper[6]
- Don Quijote; Oper in 3 Akten; Libretto: Emil Ábrányi, Vater; nach Miguel de Cervantes; Uraufführung am 30. November 1917 in der Ungarischen Staatsoper
- Ave Maria: Májusi intermezzo [Ein Mai-Intermezzo]; 1 Akt; Uraufführung 25. Februar 1922. A Városi Szinház, Budapest. Deutsche Textbearbeitung von Hans Otto Henel[7][8]
- A vak katona [Der blinde Soldat]; in einem Akt. Libretto: Ede Sas; Uraufführung: 11. Juni 1923. A Városi Szinház, Budapest
- Az éneklö dervis [Der singende Derwisch]. in zwei Akten, Libretto: N. W. Khayatt. Vollendet 1937. Noch nicht aufgeführt
- Liliomos herceg [Der Prinz der Lilien]. in drei Akten. Libretto: Bohdaneczky. Vollendet 1938. Noch nicht aufgeführt
- Bizánc [Byzanz]. In drei Akten. Libretto: Ernő Innocent-Vincze, nach Ferenc Herczeg. Vollendet 1942.  Noch nicht aufgeführt[9]
- Éva boszorkány [Hexe Eva]. In 3 Akten.Libretto nach Ferenc Herczeg. Vollendet 1944. Noch nicht aufgeführt
- Balatoni rege [Ein Märchen vom Balaton]. In 3 Akten.Libretto nach Ferenc Herczeg. Vollendet 1945. Noch nicht aufgeführt
- A Tamás-templom karnagyaIn. Libretto von György Láng nach seinem gleichnamigen Roman. Die erste Oper über das Leben Johann Sebastian Bachs. Vollendet 1947. Noch nicht aufgeführt..Der Thomas-Cantor. Musikdrama aus dem Leben von J.S. Bach in 3 Aufzügen (6 Bildern). Deutsche Übersetzung von Arpad Wein.[10]

### Werke für Chor und Orchester
- 1933 Szegediner Messe[2][11]

### Instrumentalmusik
- 1898 Streichquartett[11]
- 1898 Petöfi. Suite für Orchester[11]
- 1899 Sinfonie c-moll[11]
- 1900 Andante und Minuetto für Bläser[11]
- 1930 Sinfonische Dichtung Trianon[11]

## Einspielungen
- Capriccio ungherese für Kontrabass und Klavier. Allegretto scherzando. Ferenc Csontos, Kontrabass. Zsuzsa Bauer, Klavier. In: Hungarian Music Mosaic. Aufgenommen 2005. Veröffentlicht bei Hungaroton HCD 32330. 27. Oktober 2015.